# 帕提曼·贾库林
帕提曼·贾库林（Бәтима Құлмұқанқызы  Жакулина 1928年11月—21世纪? ），女，哈萨克族，新疆塔城人，中华人民共和国政治人物，曾任新疆维吾尔自治区妇女联合会副主任，第七、八届全国政协委员。
2013年三八妇女节时，尔肯江·吐拉洪和热孜万·艾拜曾先后来到新疆爱心妈妈互助协会会长阎怡萍、帕提曼·贾库林等人家中进行慰问。